# Bistum Hearst-Moosonee
Das Bistum Hearst-Moosonee (lateinisch Dioecesis Hearstensis-Musonitana, englisch Diocese of Hearst-Moosonee, französisch Diocèse de Hearst-Moosonee) ist eine in Kanada gelegene römisch-katholische Diözese mit Sitz in Hearst.

## Geschichte
Das Bistum Hearst wurde am 18. April 1919 durch Papst Benedikt XV. aus Gebietsabtretungen des Bistums Haileybury als Apostolische Präfektur Nord-Ontario errichtet. Die Apostolische Präfektur Nord-Ontario wurde am 17. November 1920 durch Benedikt XV. zum Apostolischen Vikariat erhoben. Am 3. Dezember 1938 gab das Apostolische Vikariat Teile seines Territoriums zur Gründung des Apostolischen Vikariates James Bay ab. Das Apostolische Vikariat Nord-Ontario wurde am 3. Dezember 1938 durch Papst Pius XI. zum Bistum erhoben und in Bistum Hearst umbenannt. Es wurde dem Erzbistum Ottawa als Suffraganbistum unterstellt.
Am 3. Dezember 2018 verfügte Papst Franziskus die Vereinigung des Bistums mit dem Bistum Moosonee und die Umbenennung in Bistum Hearst-Moosonee. Der bisherige Bischof von Hearst, Robert Bourgon, wurde zum Bischof der vereinigten Diözese ernannt, die dem Erzbistum Ottawa als Suffragan unterstellt wurde. Für den Bereich des bisherigen Bistums Moosonee bedeutete dies einen Wechsel der Kirchenprovinz.

## Ordinarien

### Apostolische Präfekten von Nord-Ontario
- 1918–1920 Joseph-Jean-Baptiste Hallé

### Apostolische Vikare von Nord-Ontario
- 1920–1938 Joseph-Jean-Baptiste Hallé

### Bischöfe von Hearst
- 1938–1939 Joseph-Jean-Baptiste Hallé
- 1939–1940 Joseph Charbonneau, dann Koadjutorerzbischof von Montréal
- 1940–1945 Albini LeBlanc, dann Bischof von Gaspé
- 1946–1952 Georges-Léon Landry
- 1952–1964 Louis Lévesque, dann Koadjutorerzbischof von Rimouski
- 1964–1971 Jacques Landriault, dann Bischof von Timmins
- 1973–1993 Roger-Alfred Despatie
- 1993–1995 Pierre Fisette PME
- 1996–2005 André Vallée PME
- 2007–2016 Vincent Cadieux OMI
- 2016–2020 Robert Bourgon
- seit 2022 Pierre Olivier Tremblay OMI